# كارل مكاي ويغاند
كارل مكاي ويغان (بالإنجليزية: Karl McKay Wiegand)‏ (2 يونيو 1873 - 12 مارس 1942) عالم نبات أمريكي كان يرأس قسم النبات في جامعة كورنيل لمدة 28 عاما وكان عضوا في الجمعية النباتية الأمريكية، وشغل منصب رئيسها في عام 1939.

## روابط خارجية
- أعمال أو نبذة عن كارل مكاي ويغاند على أرشيف الإنترنت